# Team Colpack-Ballan
L'equip Team Colpack és un equip ciclista italià. Creat el 2011, amb la finalitat de fomentar les noves promeses del ciclisme italià en categoria sub-23.
Malgrat participar en algunes curses dels circuits continentals, l'equip no té categoria continental, per tant no participa en les classificacions UCI.
A partir de la temporada 2016 va arribar un acord amb l'equip WorldTeam del Lampre-Merida per ser la seva formació satèl·lit.
No s'ha de confondre amb l'anterior Team Colpack-Astro.

## Principals victòries
- Trofeu Papà Cervi: Giorgio Bocchiola (2012)
- Gran Premi Capodarco: Gianfranco Zilioli (2012), Mark Padun (2017)
- Giro de la Vall d'Aosta: Davide Villella (2013)
- Circuit del Porto-Trofeu Arvedi: Riccardo Minali (2015)
- Piccolo Giro de Llombardia: Fausto Masnada (2015)
- Gran Premi Laguna: Filippo Ganna (2016), Andrea Toniatti (2017)
- Trofeu Ciutat de San Vendemiano: Simone Consonni (2016)
- París-Roubaix sub-23: Filippo Ganna (2016)
- Giro del Medio Brenta: Fausto Masnada (2016)
- Trofeu Banca Popolare di Vicenza: Mark Padun (2017)
- Trofeu Edil C: Marco Negrente (2017)
- Gran Premi della Liberazione: Seid Lizde (2017)
- Trofeu Alcide De Gasperi: Andrea Toniatti (2017)

### Grans Voltes
- Tour de França
  - 0 participacions

- Giro d'Itàlia
  - 0 participacions

- Volta a Espanya
  - 0 participacions